# História do espiritismo no Brasil
Com a eclosão dos modernos fenômenos espíritas em Hydesville, nos Estados Unidos, pela mediunidade das irmãs Fox (1848), em pouco tempo estes se propagaram na Europa onde, na França, as chamadas "mesas girantes" se tornaram um modismo popular. Na França, esse tipo de fenômeno, em 1855, despertou a atenção do pedagogo Hippolyte Léon Denizard Rivail. Como resultado de sua pesquisa, publicou a primeira edição de O Livro dos Espíritos (Paris, 1857), sob o pseudônimo de "Allan Kardec". A base da doutrina espírita esta contida nesta e em mais quatro obras publicadas posteriormente: O Livro dos Médiuns, 1861; O Evangelho segundo o Espiritismo, 1864; O Céu e o Inferno, 1865; A Gênese, 1868. Estes livros reunidos são chamados de "Pentateuco Kardequiano".

## Antecedentes
No Brasil, as ideias que deram origem ao espiritismo remontam às primeiras experiências com o chamado "fluido vital" (magnetismo animal, mesmerismo) por parte dos praticantes da homeopatia, nomeadamente os médicos Benoît Jules Mure, natural de França, e João Vicente Martins, de Portugal, que chegaram ao país em 1840 e o aplicavam em seus clientes. Entre as personalidades que se interessaram pelo estudo do "fluido vital" destacam-se José Bonifácio de Andrada e Silva, o patriarca da Independência, também cultor da homeopatia, e Mariano José Pereira da Fonseca (Marquês de Maricá), que, em 1844, publicou uma obra com ensinamentos de fundo espírita. O grupo mais antigo desses estudiosos e praticantes constituiu-se no Rio de Janeiro, então capital do Império do Brasil, em torno da figura do médico e historiador Alexandre José de Mello Moraes, sendo integrado por Pedro de Araújo Lima (Marquês de Olinda), Bernardo José da Gama (Visconde de Goiana), José Cesário de Miranda Ribeiro (Visconde de Uberaba) e outros vultos do Segundo Reinado.
Uma história do espiritismo no Brasil pode ser dividida em três grandes etapas:

## O pioneirismo na Bahia

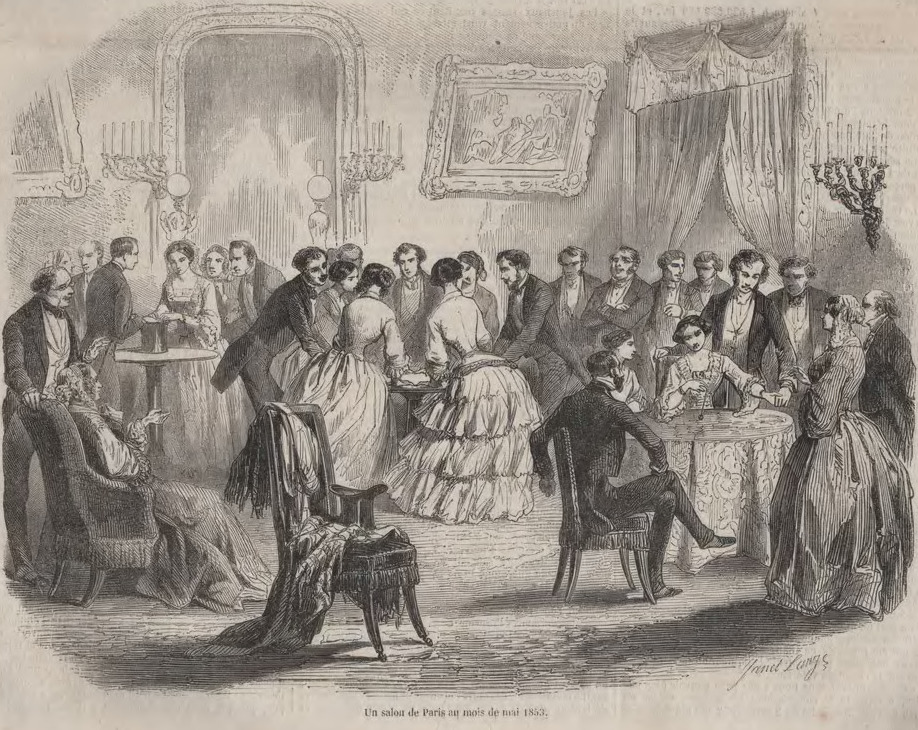
Salão parisiense com pessoas praticando três variações das mesas girantes com um anel, uma mesa e um chapéu. (L'Illustration, Histoire de la semaine, 14 de maio de 1853)

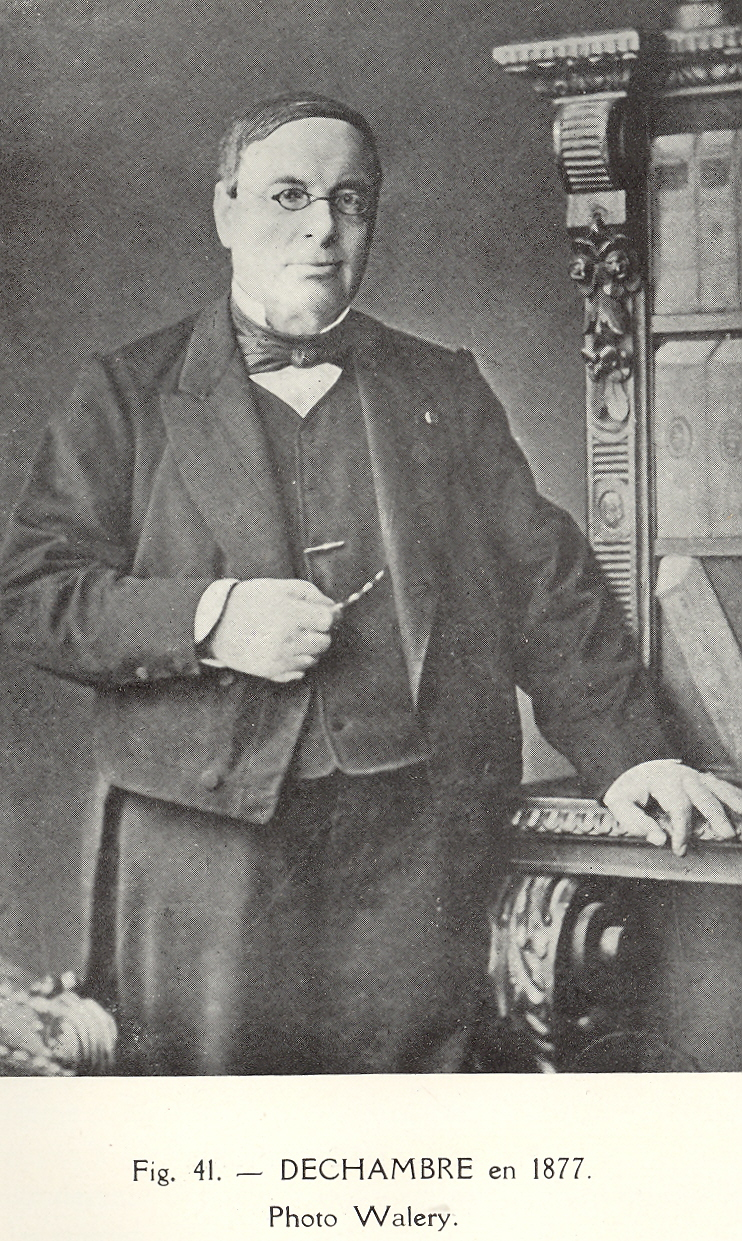

Afirma-se que a história do espiritismo no Brasil remonta ao ano de 1845, quando, no então distrito de Mata de São João, na então Província da Bahia, teriam sido registradas as primeiras manifestações.[carece de fontes?] De acordo com Divaldo Pereira Franco, o ano teria sido 1849, tendo se caracterizado por um confronto entre elementos da Igreja Católica e espíritas, com a interveniência de força policial.[carece de fontes?]
O fenômeno das mesas girantes foi noticiado pela primeira vez no país pelo jornal "O Cearense", 1853.[carece de fontes?]
Em Salvador, capital da Bahia, foi fundado em agosto de 1857 o Conservatório Dramático da Bahia, do qual participavam, entre outros, personalidades como Rui Barbosa e Luís Olímpio Teles de Menezes. Foi neste grupo que Teles de Menezes travou contato com os estranhos fenômenos, vindo a corresponder-se com espíritas franceses.
Nas páginas da Revue Spirite, sob o título "O Espiritismo no Brasil", Kardec informou aos seus leitores que o periódico "Diário da Bahia" em suas edições de 26 e 27 de setembro de 1865, trouxera dois artigos, tradução em língua portuguesa dos que haviam sido publicados, seis anos antes, pelo Dr. Amédée Dechambre (1812-1886), coordenador de publicação do "Dictionnaire encyclopédique des sciences médicales". Os artigos eram transcrições da "Gazette Médicale", onde aquele médico fizera uma exposição semiburlesca do assunto, referindo, por exemplo, que o fenômeno das mesas girantes e falantes já havia sido referido pelo poeta grego Teócrito (300-250 a.C.), pelo que concluía que, não sendo novo esse fenômeno, não tinha nenhum fundo de realidade.
"Lamentamos que a erudição do Sr. Déchambre" - comentou Kardec -, "não lhe tenha permitido ir mais longe, porque teria encontrado o fenômeno no antigo Egito e nas Índias." (Op. cit., v. VIII, p. 334-335). Os próprios espíritas da Bahia refutaram imediatamente esses artigos no próprio "Diário da Bahia", na edição de 28 de setembro. A carta que antecedeu a refutação, dirigida à redação da folha baiana e assinada por Teles de Menezes, José Álvarez do Amaral e Joaquim Carneiro de Campos, leva a supor que o referido jornal só publicara o trabalho do Dr. Déchambre por julgar houvesse nele uma apreciação exata da Doutrina Espírita.
A refutação consistiu num extenso extrato da introdução de "O Livro dos Espíritos", o que levou Kardec a afirmar: "As citações textuais das obras espíritas são, com efeito, a melhor refutação às desfigurações que certos críticos fazem sofrer a Doutrina." (Op. cit., p. 336. Apud Zêus Vantuil e Francisco Thiesen. Allan Kardec - Pesquisa Bibliográfica e Ensaios de Interpretação. Rio de Janeiro: FEB.)
Este episódio é coevo da fundação, naquele mesmo ano (1865), em Salvador, do Grupo Familiar do Espiritismo por Teles de Menezes. Será este mesmo personagem que orientará, nesse ano, a primeira sessão espírita registada nos anais do Espiritismo no país, a 17 de setembro.
No ano seguinte (1866), na cidade de São Paulo, a Tipografia Literária publicou "O Espiritismo reduzido à sua mais simples expressão", de Kardec, sem indicação de tradutor.
Também foi na Bahia que se registou o início da reação da Igreja Católica, através da pastoral "Contra os erros perniciosos do Espiritismo", de autoria do então arcebispo da Arquidiocese de São Salvador da Bahia, Manuel Joaquim da Silveira (16 de junho de 1867).
Em julho de 1869, em Salvador, iniciou-se a publicação da revista "O Écho d'Alêm-Tumulo", sob a direção de Teles de Menezes.
Mais tarde, em novembro de 1873, fundou-se em Salvador a Associação Espírita Brasileira, continuação do "Grupo Familiar do Espiritismo" e, no ano seguinte (1874), na mesma cidade, alguns membros dessa Associação fundaram o "Grupo Santa Teresa de Jesus".

## O desenvolvimento no Rio de Janeiro

### O período Imperial

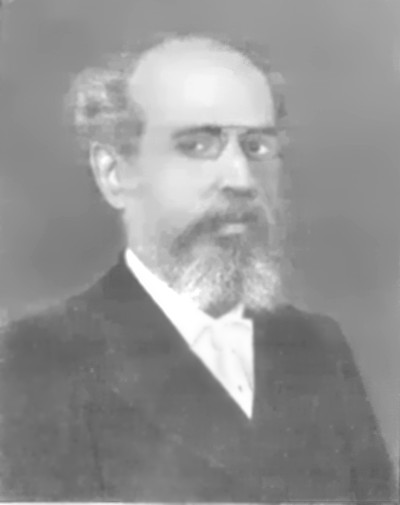
Elias da Silva, pioneiro espírita no Brasil.

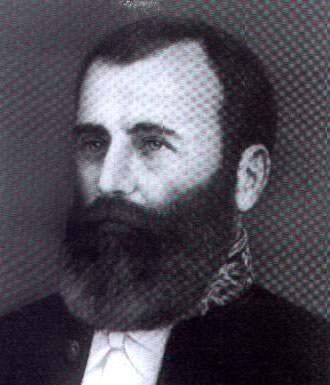
Bezerra de Menezes.

Na cidade do Rio de Janeiro, então capital do Império do Brasil, as primeiras sessões espíritas foram realizadas por franceses, muitos deles exilados políticos do regime de Napoleão III de França (1852-1870), na década de 1860. Alguns desses pioneiros foram o jornalista Adolphe Hubert, editor do periódico "Courrier do Brésil", o professor Casimir Lieutaud, e a médium psicógrafa, Madame Perret Collard.
Em 1860, o professor Casimir Lieutaud, fundador e diretor do Colégio Francês no Rio de Janeiro, publicou a tradução, em língua portuguesa, das obras "Os tempos são chegados" (""Les Temps sont arrivés") e "O Espiritismo na sua mais simples expressão" ("Le Spiritisme à sa plus simple expression").
O primeiro periódico a publicar trechos traduzidos das obras de Allan Kardec foi o "A Verdadeira Medicina Física e Espiritual associada a Cirurgia: jornal cientifico sobre as ciências ocultas e especialmente de propaganda magnetotherapia", publicado de janeiro a abril de 1861 pelo Dr. Eduardo Monteggia, não por que se considerasse espírita, mas sim um democrata.
No mesmo período, o Jornal do Commercio, tradicional periódico da então capital brasileira, em artigo publicado em 23 de setembro de 1863 na seção "Crônicas de Paris", abordou os espetáculos acerca dos espíritos então populares nos teatros de Paris e, em seguida, passava a tecer comentários em torno do Espiritismo. Esse artigo é citado pela "Revue Spirite", onde Kardec comenta que o autor do artigo não se aprofundou no estudo do Espiritismo, de cuja parte teórica ignorava os processos. Elogia-lhe, porém, o comportamento sensato diante dos fatos, para a explicação dos quais não levantara teorias temerárias. "Pelo menos" - referiu Kardec - "ele não julga pelo que não sabe." E complementa:
"Verificamos, com satisfação que a ideia espírita faz progressos sensíveis no Rio de Janeiro, onde ela conta com numerosos representantes, fervorosos e devotados. A pequena brochura "Le Spiritisme à sa plus simple expression", publicada em língua portuguesa, contribuiu, não pouco, para ali espalhar os verdadeiros princípios da Doutrina."
Nesta capital, a primeira instituição espírita a ser fundada foi a Sociedade de Estudos Espiríticos - Grupo Confúcio, em 1873. Conforme previsto em seus estatutos, devia seguir os princípios e as formalidades expostos em O Livro dos Espíritos e em O Livro dos Médiuns, de Allan Kardec. As suas atividades incluíam ainda o receituário gratuito de homeopatia e a aplicação de passes aos necessitados. A sua maior virtude, entretanto, foi a de promover a tradução das obras básicas de Kardec para a língua portuguesa. A reação na imprensa da época expressa-se, por exemplo, num comentário veiculado nas páginas do Jornal do Commercio, acusando o Espiritismo de fabricar "loucos" e pedindo a interferência da polícia, concluindo: "É uma epidemia mais perigosa que a febre amarela..." (Jornal do Commercio, 13 de dezembro de 1874)
Em 1875, o Grupo Confúcio lançou o segundo periódico espírita do país (primeiro no Rio de Janeiro), a "Revista Espírita", dirigida por Antônio da Silva Neto.
A este grupo estiveram ligados nomes expressivos como o de Joaquim Carlos Travassos que, ainda em 1875 apresentou a primeira tradução de "O Livro dos Espíritos" para a língua portuguesa a Bezerra de Menezes.
O Grupo extinguiu-se em 1876, dando lugar à Sociedade de Estudos Espíritas Deus, Cristo e Caridade, sob a direção de Francisco Leite de Bittencourt Sampaio. No seu programa doutrinário, em que a obra codificada por Allan Kardec era parte essencial, compreendia-se o estudo da obra Os Quatro Evangelhos, de Jean-Baptiste Roustaing.
Divergências ideológicas entre os que preconizavam um espiritismo "científico" e outros que sustentavam um espiritismo "místico", entretanto, conduzirão a dissidências da Sociedade de Estudos. Inicialmente, em 1877 um grupo se separou para constituir a Congregação Espírita Anjo Ismael (20 de maio). No ano seguinte (1878), outro grupo constituiu o Grupo Espírita Caridade (8 de junho). Ambos tiveram efêmera duração, estando desaparecidos já em 1879. Nesse mesmo ano, a Sociedade de Estudos deu lugar à Sociedade Acadêmica Deus, Cristo e Caridade (3 de outubro de 1879), atendendo à orientação do grupo "cientificista", contrário ao caráter religioso da Doutrina. Em consequência, um último grupo, sob a liderança do médium João Gonçalves do Nascimento, de acordo com a tradição sob a inspiração do próprio espírito Ismael, constituiu uma nova agremiação que se denominou Grupo Espírita Fraternidade (1880).
Ainda nesse contexto, Antônio Luís Sayão que debalde tentara conciliar a "Sociedade Acadêmica Deus, Cristo e Caridade" com o "Grupo Espírita Fraternidade", fundou, com Frederico Pereira Júnior, João Gonçalves do Nascimento, Francisco Leite de Bittencourt Sampaio e outros, o chamado "Grupo dos Humildes", popularmente conhecido como "Grupo do Sayão" (15 de julho de 1880). Este grupo, numa primeira fase, que durou cerca de um ano, realizou proveitosas reuniões. Mais tarde o grupo veio a chamar-se "Grupo Ismael", vindo a integrar-se na Federação Espírita Brasileira, onde existe até aos nossos dias
Também em 1880, Augusto Elias da Silva, futuro fundador do Reformador e da Federação Espírita Brasileira (FEB), funda a União dos Espíritas do Brasil, a que preside.
Sobre esse conturbado momento, referiu o pesquisador Pedro Richard:
"Por essa época ocorreu um fato bem significativo: Os espíritas, ou por discordância de ideias, ou por criminosa pretensão, criaram considerável número de grupos, cujos membros, em sua maioria, desconheciam os preceitos mais rudimentares da Doutrina. Qualquer espírita formava um grupo, só para satisfazer a vaidade de dar-lhe por título um nome que ele venerava. De grupos produtivos apenas se contavam alguns, em número por demais reduzido."
No ano seguinte (1881), como um desdobramento do "Grupo Fraternidade" foi fundado o Grupo Espírita Humildade e Fraternidade, com apoio de Francisco Raimundo Ewerton Quadros, que viria a ser, anos mais tarde, um dos fundadores da FEB e seu primeiro presidente (7 de junho). O ano foi marcado, entretanto, pelo início da perseguição oficial ao Espiritismo (28 de agosto). Os periódicos cariocas O Cruzeiro e Jornal do Commercio, anunciaram em suas páginas, em furo de reportagem, a ordem policial que proibiu o funcionamento da "Sociedade Acadêmica Deus, Cristo e Caridade" e dos centros que lhe eram filiados, tornando passíveis de sanções penais os espíritas que contrariassem as disposições policiais. Nesse mesmo dia, a Sociedade reuniu-se em sessão extraordinária, a fim de tomar providências defensivas, caso a referida noticia fosse confirmada. Ainda nesse mesmo dia, a Diretoria da Sociedade Acadêmica compareceu perante o Ministro da Justiça, que a recebeu com muita cordialidade, declarando que deveria ter havido algum equivoco, e que não consentiria na perseguição de ninguém.
Entretanto, no dia 30 de agosto, um Oficial de Justiça apresentou à Sociedade Acadêmica a contrafé do mandado de intimação do 2º Delegado de Polícia do Município da Corte, mandado que suspendia e vedava as reuniões da dita Sociedade, alegando que ela não se achava legalmente constituída. De imediato, a Diretoria da Sociedade Acadêmica expediu ofícios ao Chefe de Polícia e ao Ministro da Justiça, Conselheiro Manuel Pinto de Souza Dantas, demonstrando a arbitrariedade daquela medida. Uma comissão, da qual faziam parte o Dr. Antônio Pinheiro Guedes, Carlos Joaquim de Lima e Cirne e o Dr. Joaquim Carlos Travassos, entrou em contato com o Chefe de Policia, que, apesar de a ter recebido com amabilidade, nada resolveu, dando a entender que a ordem vinha de autoridade superior.
É nesse contexto que, no dia 6 de setembro de 1881, teve lugar o primeiro Congresso Espírita no Brasil, promovido pela Sociedade Acadêmica. No mesmo dia, uma comissão de espíritas foi recebida pelo Imperador Pedro II do Brasil, a quem entregou em mãos um documento com minuciosa exposição dos fatos e o pedido de que se fizesse justiça. O Imperador, na ocasião também terá afirmado: "Eu não consinto em perseguição". Duas semanas depois, a 21, a mesma comissão retornou ao palácio a fim de conhecer da resposta às considerações emitidas na exposição que fora entregue ao Imperador. Este afirmou que enviara os papéis ao Ministro do Império para dar solução ao caso, e tornou a afirmar, com certo ar de graça: "Ninguém os perseguirá. Mas...não queiram agora ser mártires."
Embora a ordem policial jamais tenha oficialmente revogada, também não teve prosseguimento. Finalmente, em Ofício de 10 de janeiro de 1882, dirigido a S.M. D. Pedro de Alcântara, Imperador do Brasil, a Diretoria da Sociedade Acadêmica manifestou o seu jubilo "pelo começo da tolerância" em relação àquela Sociedade, "sinal evidente de que estão terminadas as perseguições encetadas contra o Espiritismo e os espíritas".
Essa primeira ação policial contra o Espiritismo, teve como fruto a fundação, no Rio de Janeiro, em setembro ou outubro de 1881, do Grupo Espírita Vinte e Oito de Agosto, data que os espíritas da época quiseram fixar para a posteridade.
Em consequência do Congresso Espírita, veio a ser fundado, a 3 de outubro do mesmo ano, na "Sociedade Acadêmica", o Centro da União Espírita do Brasil, pelo professor Afonso Angeli Torteroli. A novel instituição tinha a proposta de congregar e orientar as sociedades espíritas a nível nacional. Entre os seus associados contava-se o nome de Lima e Cirne. Esta Sociedade lançou, em Janeiro de 1881 uma revista, o segundo periódico espírita no Rio de Janeiro, tendo nele colaborado o Major Ewerton Castro.
Para marcar o primeiro aniversário da notícia sobre a repressão aos espíritas, foi aberta, a 28 de agosto de 1882, a I Exposição Espírita do Brasil, na sede da Sociedade Acadêmica, à Rua da Alfândega nº 120 sobrado. O programa comemorativo, organizado pela própria Sociedade, intitulava-se "Festa do Espiritismo no Brasil" e estendeu-se até 3 de setembro. Os seus visitantes tiveram a oportunidade de apreciar variados trabalhos mediúnicos, como psicografias em caracteres normais, taquigráficos e telegráficos, em línguas estrangeiras (até orientais), psicopictografias, cópias da correspondência da Sociedade Acadêmica com associações espíritas estrangeiras, jornais e revistas espíritas da Europa e da América, obras espíritas diversas, retratos de vultos do Espiritismo de vários países e, também livros e jornais contrários à Doutrina. Na ocasião foi lançado ainda o jornal "O Renovador", pelo Major Salustiano José Monteiro de Barros e pelo Prof. Afonso Angeli Torteroli. Poucos meses depois, surgiria o "Reformador", sob a direção de Augusto Elias da Silva (21 de janeiro de 1883). Para a ideia da publicação deste último pesou a Carta Pastoral combatendo o espiritismo, publicada em 1882 pelo bispo do Rio de Janeiro, que motivou respostas por parte do médico Antônio Pinheiro Guedes.
Será Elias da Silva quem promoverá, ao final desse ano (27 de dezembro de 1883), em sua própria residência, a reunião preparatória de rearticulação do movimento no Município da Corte, dada a manifesta incompreensão entre os componentes das diversas entidades espíritas então aí existentes: o "Centro da União Espírita do Brasil", o "Grupo dos Humildes", o "Grupo Espírita Fraternidade" e a "Sociedade Acadêmica Deus, Cristo e Caridade". Como fruto desse entendimento, será fundada, a 1 de janeiro de 1884, a Federação Espírita Brasileira, considerada como a "Casa de Ismael", com o objetivo de federar todos os grupos através de "um programa equilibrado ou misto" e que difundisse por todos os meios o Espiritismo, principalmente pela imprensa e pelo livro.
A 17 de agosto de 1885, em uma sala na rua da Alfândega, a FEB inaugurou o ciclo de conferências públicas que se destacará, tendo entre os seus oradores os nomes de Elias da Silva, Bittencourt Sampaio e outros pioneiros do Espiritismo no país. O aumento do afluxo de público fará com que essas palestras se transfiram para o Salão da Guarda Velha (na rua de igual nome, atual Av. 13 de Maio) onde, a 16 de agosto de 1886, o Dr. Adolfo Bezerra de Menezes proclamará publicamente as suas convicções espíritas diante de mais de mil pessoas (1.500 ou duas mil, conforme as fontes).
Elias da Silva funda, em 1887 o Grupo Espírita Sete de Março, que se manterá em atividade até 1890.
Nos agitados dias que se estenderão da Abolição da Escravatura no Brasil (1888) até à proclamação da República (1889), destacam-se:
- a série de artigos sobre a Doutrina Espírita publicada em O Paiz, periódico de maior circulação da época.[nota 1] Com o nome de "Estudos Filosóficos - Espiritismo", os artigos saíram regularmente aos domingos, no período de 23 de outubro de 1887 a dezembro de 1893, assinados sob o pseudônimo "Max".
- a mensagem do espírito de Allan Kardec no "Grupo Espírita Fraternidade", conclamando os espíritas à harmonia (1888); e
- a decisão de Bezerra de Menezes - que por meio de artigos e conselhos pregava a necessidade de maior compreensão entre os espíritas - depois de muito instado, assumir a direção da FEB, sucedendo a Ewerton Quadros, que a administrara de 1884 a 1888, e que, como militar, fora transferido para a então Província de Goiás.
- a visita do médium de efeitos físicos estadunidense Henry Slade (1835-1905) ao Brasil.[22]

É neste momento que se reorganiza e instala nas dependências da FEB o Centro da União Espírita do Brasil em sua segunda fase, com Bezerra de Menezes como presidente e, depois, Elias da Silva (1893). Foi ainda Bezerra de Menezes quem incorporou à FEB o "Grupo dos Humildes", depois denominado "Grupo Ismael". Após a proclamação da República, o Grupo Espírita Fraternidade incorporar-se-á, por sua vez também, à FEB.
Figuras proeminentes do movimento republicano, como Joaquim Saldanha Marinho (1816-1895) e Quintino Bocaiuva (1836-1912) tinham simpatia pela doutrina espírita. No meio literário destacam-se, como crítico, Machado de Assis (1839-1908); o espírita Manuel de Araújo Porto-Alegre (1806-1879) - que realizou sessões de psicografia em Paris e escreveu uma peça teatral ("Os Voluntários da Pátria") onde estão presentes elementos espíritas -; e como simpatizantes Castro Alves (1847-1871) - que pretendeu escrever uma obra de cunho espírita que seria o poema final de "Os Escravos" -, Augusto dos Anjos - que coordenava sessões espíritas e psicografava em sua cidade natal -, Antônio Castro Lopes (1827-1901), poeta e filólogo, e Alexandre José de Mello Moraes (1816-1882), médico, historiador e político.
Fora do Município da Corte, destacou-se neste período a fundação, no Recife, do jornal espírita "A Cruz", por Júlio César Leal (6 de julho de 1881), primeiro periódico espírita da capital pernambucana.

### O período Republicano
Com a Proclamação da República do Brasil (15 de novembro de 1889), a 22 de dezembro a FEB congratula-se com o Governo Provisório pelo advento do novo regime.
Entretanto, estando o país ainda sem uma Constituição, o Decreto nº 847, de 11 de outubro de 1890, promulgou o Código Penal da República. Este diploma, de inspiração positivista, associava a prática do Espiritismo a rituais de magia e curandeirismo, conforme expresso em seu Artigo 157, que rezava:
"É crime praticar o Espiritismo, a magia e seus sortilégios, usar de talismãs e cartomancias, para despertar sentimentos de ódio ou amor, inculcar cura de moléstias curáveis ou incuráveis, enfim, para fascinar e subjugar a credulidade pública. Pena: prisão celular de 1 a 6 meses e multa de 100$000 a 500$000."
Os espíritas protestaram junto a Campos Sales, então Ministro da Justiça, sem sucesso. O relator do Código, João Batista Pinheiro, limitou-se a afirmar que o texto referia-se à prática do chamado "baixo Espiritismo". Em 22 de dezembro de 1890, Bezerra de Menezes, enquanto presidente do "Centro da União Espírita do Brasil", oficiou ao Presidente da República, Marechal Deodoro da Fonseca, acerca do novo Código Penal.
Preocupado com possíveis focos de resistência ao regime, o Governo autorizou a polícia a invadir reuniões e residências à procura de opositores. Como consequência, em 1891, na cidade do Rio de Janeiro, vários espíritas chegaram a ser detidos. Perseguidos e proibidos de se reunirem, os poucos centros espíritas então existentes viram-se na contingência de fecharem as suas portas, a fim de que não incorressem nas penas da Lei. A própria FEB foi obrigada a suspender a publicação de sua revista, o "Reformador" neste momento. Será nesse contexto, entretanto, que Bezerra de Menezes funda o Grupo Espírita Regeneração (18 de fevereiro de 1891), a "Casa dos Benefícios".
Em 1893, no auge da segunda Revolta da Armada, o Governo endureceu ainda mais o regime. Os espíritas apresentaram um novo protesto ao Congresso Nacional contra o Código Penal, uma vez mais em vão, de vez que a comissão revisora do Código não atendeu às reivindicações formuladas por aqueles. Vitimado por dificuldades externas e internas, o Reformador deixou de circular no último trimestre daquele ano. O "Grupo Espírita Fraternidade", após ter alterado os seus estatutos passando a denominar-se "Sociedade Psicológica Fraternidade", Revolta da Armada, extinguiu-se, e, no Natal desse mesmo ano, Bezerra de Menezes encerrou a série "Estudos Filosóficos" que vinha publicando nO Paiz.
No ano seguinte (1894), com o abrandamento da situação política, Augusto Elias, em conjunto com Fernandes Figueira e Alfredo Pereira, inicia uma campanha financeira para subsidiar os projetos da FEB. O Reformador voltou a circular.
Os historiadores do movimento registam que, à época, vivia-se uma cisão ideológico-doutrinária entre os chamados "laicos" ou "científicos", representados pelo Prof. Angeli Torteroli, que defendiam o aspecto científico do espiritismo; e os "místicos", pelo Dr. Bezerra de Menezes, que defendiam o aspecto religioso. Desse modo, em 4 de abril de 1894 o "Centro da União Espírita" muda o seu nome para Centro da União Espírita de Propaganda no Brasil, sob a direção do Prof. Angeli Torteroli, com sede à Rua Silva Jardim nº 9. À sua Diretoria pertenciam nomes como os de Júlio César Leal e Bezerra de Menezes, que dela se retirou em 1896, diante da campanha de insultos pessoais que contra ele se desencadeara, por ser considerado um místico, que não se dava ao trabalho de raciocinar.
Diante da renúncia de Júlio César Leal à presidência da FEB, após sete meses no cargo, devido à profunda crise administrativo-financeira e ideológica vivida pela instituição, Bezerra de Menezes, a 3 de agosto de 1895, aceita assumir mais uma vez o cargo. No exercício de suas funções, imprimiu orientação evangélica aos trabalhos da instituição, permaneceu no cargo até vir a falecer, em 1900.

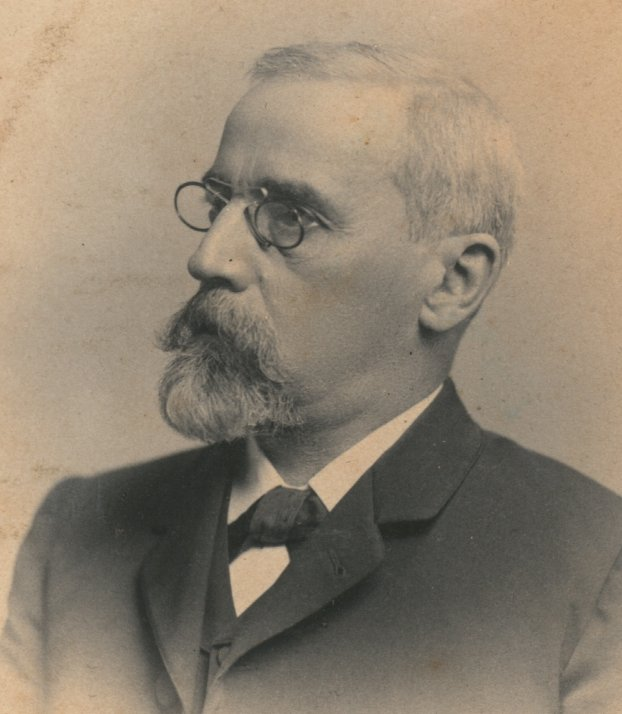
Aristides Spinola.

Nesse ínterim, em 28 de agosto de 1897 o "Centro da União Espírita de Propagada do Brasil" reúne-se em "Congresso Espírita Permanente", homenageando a "Sociedade Acadêmica Deus, Cristo e Caridade", objeto de tentativa de perseguição aos espíritas em 1881. Todavia, o "Centro" desaparece no mesmo período do Congresso.
Em 1904 já circulavam no país nada menos que 19 periódicos dedicados ao espiritismo.
Em 15 de abril de 1905 a sede da FEB, então à rua do Rosário 97, no centro histórico da cidade, foi visitada por funcionários da Diretoria Geral de Saúde Pública, que lavraram autos de infração contra o médium Dr. Domingos de Barros Lima Filgueiras, por exercício ilegal da Medicina. No processo, aberto contra o então presidente da FEB - Leopoldo Cirne - e o médium Domingos Filgueiras, ambos foram absolvidos.
A nova sede da FEB, na Rua do Sacramento (atual Avenida Passos), foi inaugurada a 10 de dezembro de 1911.
A 1 de maio de 1912 é fundado, na cidade do Rio de Janeiro, o jornal espírita semanal Aurora, por Inácio Bittencourt, seu responsável por mais de três décadas. Sob a sua presidência será fundado, em 1919, o Abrigo Tereza de Jesus, tradicional obra assistencial que chegou aos nossos dias.
O papel centralizador da FEB a nível nacional foi questionado, na década de 1920, com a fundação da Liga Espírita do Brasil por Aurino Barbosa Souto (31 de março de 1926), que também tinha a mesma proposta. Como reação, reuniu-se no mesmo ano, pela primeira vez, o Conselho Federativo da FEB.
O "Jornal do Brasil" publicou entrevista com o escritor Coelho Neto (7 de junho de 1923), anteriormente intransigente adversário do Espiritismo, mas que a ele se converteu após ter participado, na extensão do seu escritório, de uma conversa ao telefone entre a sua neta, falecida em tenra idade, e a mãe dela. Nesse mesmo ano, proferiu um discurso sobre a sua adesão à doutrina espírita, no Salão da Guarda Velha, no Rio de Janeiro. Nesse mesmo ano, o serviço de mediunidade receitista da FEB atingiu o seu mais alto número de consultas, com quase 400 mil pessoas atendidas.
Fora do então Distrito Federal, destacam-se, neste período:

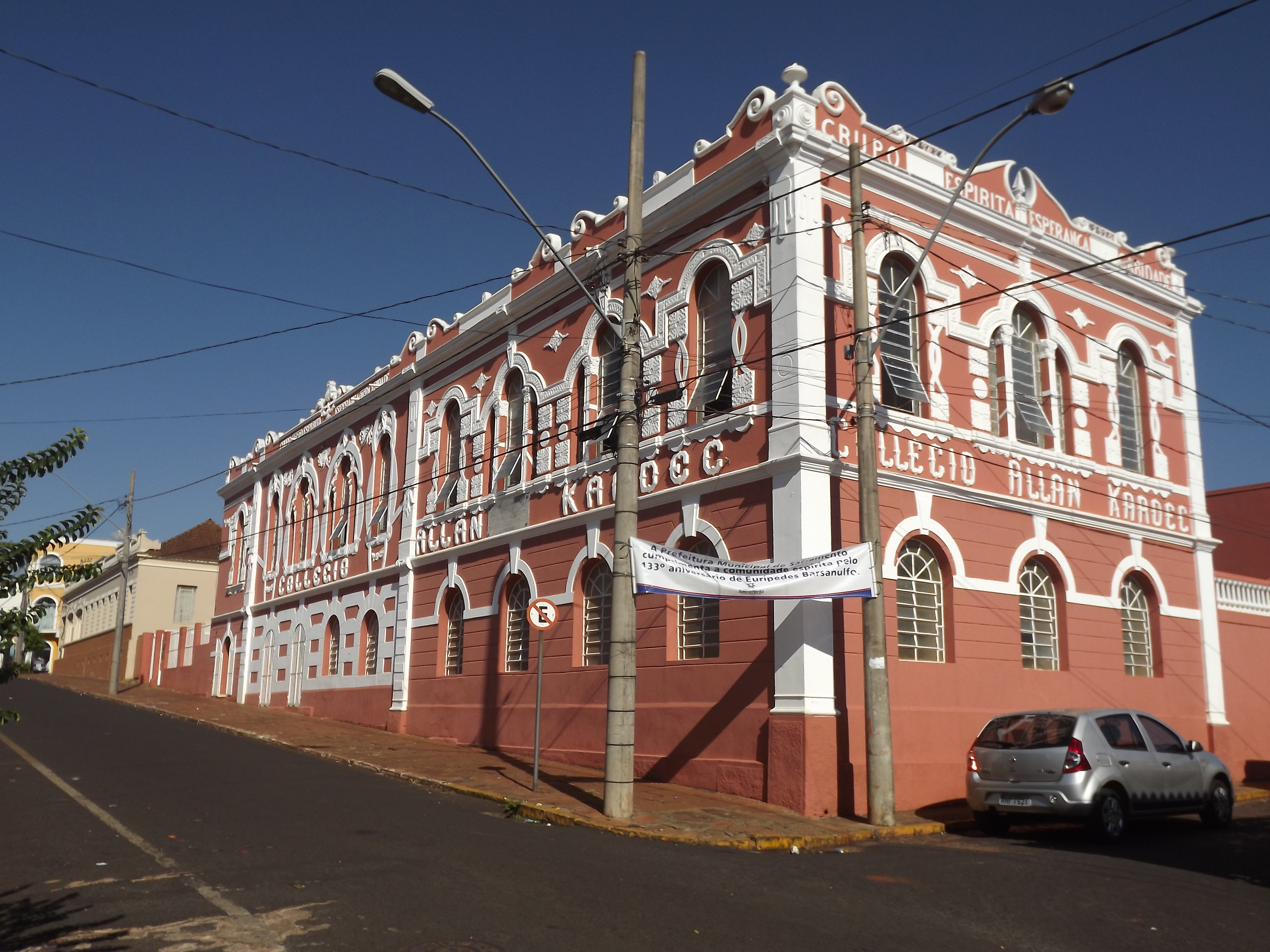
Colégio Allan Kardec, fundado por Eurípedes Barsanulfo.

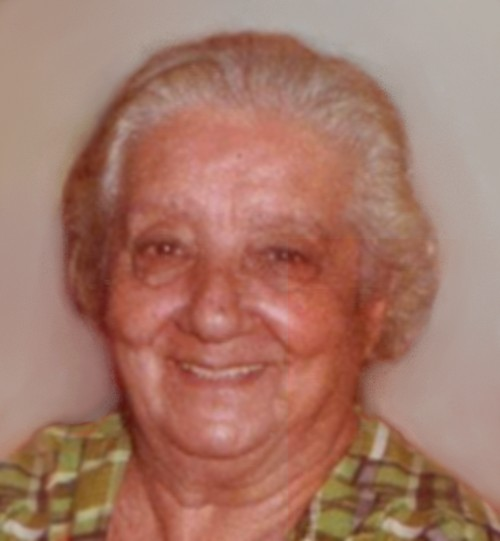
Yvonne do Amaral Pereira.

- Em São Paulo, Batuíra funda o Grupo Espírita Verdade e Luz, e um periódico com o mesmo nome, composto e impresso em tipografia própria (1890);
- No Recife, a fundação da Associação Espírita Deus e Caridade dos Aflitos, na rua do Futuro, bairro dos Aflitos, em 26 de agosto de 1894, primeira sociedade espírita em Pernambuco.[27]
- No Recife, a fundação da Federação Espírita Pernambucana (8 de dezembro de 1904);
- Em Minas Gerais, a fundação da União Espírita Mineira, tendo Antônio Lima como seu primeiro presidente, o início da atuação, na região do Triângulo Mineiro, de Eurípedes Barsanulfo (1904), e o início da militância espírita de Cairbar Schutel, que funda um centro espírita e dá início à publicação de "O Clarim" (1905), periódico que continua a ser publicado até aos nossos dias;
- Também em Minas Gerais, em 1926 a médium Yvonne do Amaral Pereira frequenta o Centro Espírita de Lavras, começando a receber, através da sua mediunidade, mensagens de espíritos de suicidas. No ano seguinte (maio de 1927), ocorre a primeira sessão espírita na residência dos Xavier, em Pedro Leopoldo, que daria origem ao Centro Espírita Luiz Gonzaga, presidido por José Cândido Xavier, irmão do médium Francisco Cândido Xavier.
- Em São Paulo, a fundação da União Espírita de São Paulo (1908) e, posteriormente, à época da Primeira Guerra Mundial, os fenómenos mediúnicos de Carmine Mirabelli;
- Em Salvador, na Bahia, a fundação da Federação Espírita do Estado da Bahia (25 de dezembro de 1915);
- Em Matão, em São Paulo, o lançamento da Revista Internacional de Espiritismo, sob a direção de Cairbar Schutel (15 de fevereiro de 1925).
- Em Goiás, a fundação de um centro espírita na Fazenda Palmella (1929), origem do município de Palmelo, conhecido hoje como "Cidade Espírita".

Remontam ainda à primeira década do século XX as primeiras grandes dissidências no movimento espírita, a primeira em Niterói, com o estabelecimento da Umbanda, segundo a tradição por iniciativa do Caboclo das Sete Encruzilhadas (1908), e a segunda, em Santos (1910), que se intitulou "Espiritismo Racional e Científico Cristão", sistematizada por Luís de Matos e Luís Alves Tomás.

## Do Estado Novo ao Pacto Áureo

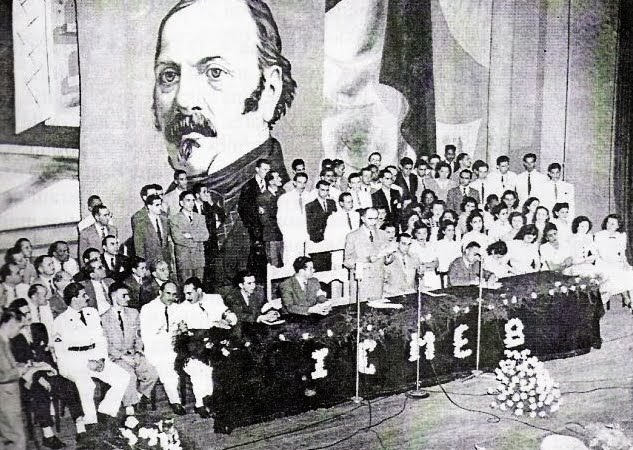
I Congresso de Mocidades Espíritas do Brasil, 1948

Desde a década de 1920 registravam-se no Brasil choques entre o espiritismo e a psiquiatria, que só vieram a acabar por volta da metade do século XX, devido a avanços como as pesquisas realizadas entre as décadas de 1950 e 1960 sobre a mediunidade no país pelo sociólogo e etnólogo francês Roger Bastide, que demonstrou os preconceitos e etnocentrismos nos anteriores estudos sobre o tema.
Henrique Roxo (1877-1969), em seu "Manual de Psiquiatria" (1921) dedica um capítulo inteiro ao espiritismo, reproduzindo o discurso médico e católico da época, ainda marcado pelo escravismo, que remetia a crença, no país, a resquícios do fetichismo africano, observando: "Vê-se muito frequentemente o que se observa no cinema, nessas danças de negros, com seus movimentos extravagantes, suas contorções e seus gestos." Os profissionais formados na Faculdade de Medicina do Rio de Janeiro consideravam o espiritismo como uma patologia contagiosa, capaz de incapacitar grandes contingentes humanos para o trabalho. Devia, por essa razão ser reprimida pelas autoridades e erradicada por meio de campanhas de saúde pública:
| “ | O combate ao espiritismo deve ser igualado ao que se faz à sífilis, ao alcoolismo, aos entorpecentes (ópio, cocaína, etc.), à tuberculose, à lepra, às verminoses, enfim a todos os males que contribuem para o aniquilamento das energias vitais, físicas e psíquicas do nosso povo, da nossa raça em formação. | ” |

O doutorando, apelava à Liga Brasileira de Higiene Mental e à Igreja Católica para sensibilizarem a opinião pública e os poderes constituídos, propondo mesmo uma "Semana antiespirita" à semelhança da então existente "Semana antialcoólica", para mobilizar a sociedade contra esse mal.
Antônio Xavier de Oliveira, na obra "Espiritismo e Loucura" (1931), afirmou que dos casos por ele estudados no "Pavilhão de Assistência a Psicopatas", 1.723 pessoas enlouqueceram "só exclusivamente pelo espiritismo". E acerca de "O Livro dos Médiuns":
| “ | É a cocaína dos debilitados nervosos que se dão à pratica do espiritismo. E com um agravante a mais: é barato, está no alcance de todos, e por isso mesmo, leva mais gente, muito mais aos hospícios, do que a 'poeira do diabo', a 'coca maravilhosa'... É o tóxico com que se envenenam, todos os dias, os débeis mentais, futuros hóspedes dos asilos de insanos. Lêem-no, assimilam-no, incluem a essência diabólica de que é composto, caldeiam os conhecimentos nele adquiridos nas sessões espíritas. | ” |

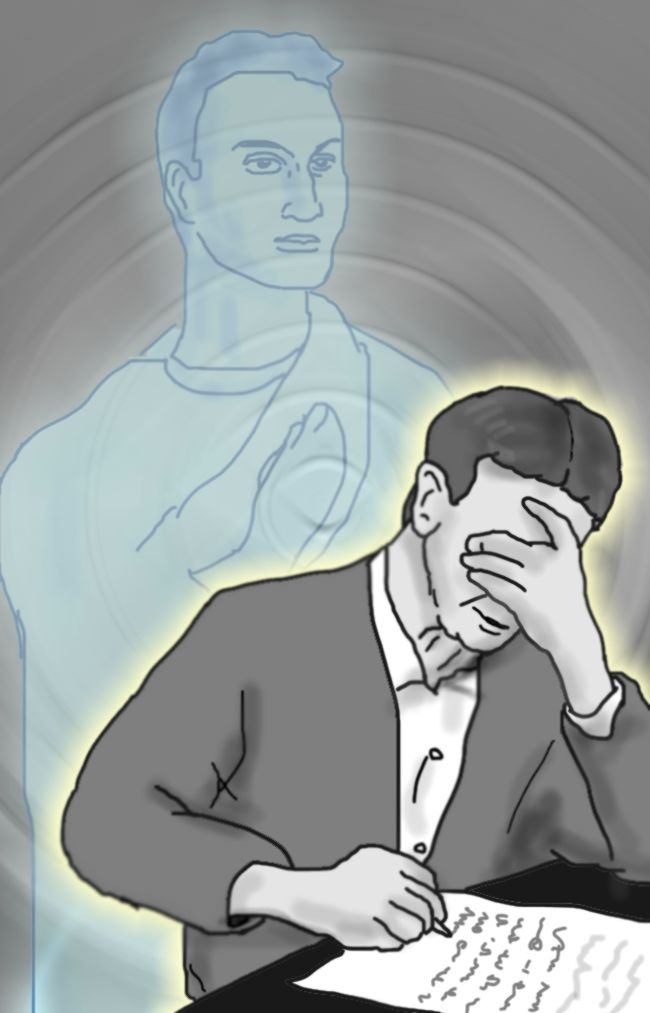
Alegoria que representa, segundo a ótica espírita, Chico Xavier psicografando uma mensagem de Emmanuel.

Nesse mesmo ano (1931) Murilo de Campos e Leonídio Ribeiro publicam o livro antiespiritismo "O Espiritismo no Brasil", buscando relacionar o Espiritismo com a Medicina, e onde se lê: "A prática do espiritismo é um problema de polícia, é crime contra o código penal."
É ainda em 1931 que o espírito Emmanuel se apresenta ao médium Francisco Cândido Xavier iniciando-se um trabalho conjunto que se estenderia até quase ao fim da vida do médium. No ano seguinte a FEB lançou a obra Parnaso de Além-Túmulo (6 de julho de 1932), pela psicografia de Francisco Cândido Xavier, com grande repercussão na imprensa brasileira, como o tivera, em Portugal, no início do século, a coletânea Do País da Luz pela mediunidade de Fernando de Lacerda.[carece de fontes?]
Em 1933 foi fundada, em São Paulo, a União Federativa Espírita, filiada à FEB. Mais tarde, em 1936, no mesmo estado foi criada a Liga Espírita, filiada à Liga Espírita do Brasil. No mesmo ano, pela Rádio Cultura de Araraquara, no interior do estado de São Paulo, Cairbar Schutel iniciou o primeiro programa radiofônico espírita no país (19 de agosto).
Quando da implantação do Estado Novo no país, em 1937, a repressão ao espiritismo aumentou. A própria FEB foi fechada pela polícia (27 de outubro) e reaberta, três dias depois, por ordem do então Ministro da Justiça, Dr. José Carlos de Macedo Soares. No ano seguinte (1938), vem a público a obra "Brasil, Coração do Mundo, Pátria do Evangelho", também pela psicografia de Francisco Cândido Xavier, atribuída ao espírito de Humberto de Campos. A obra narra a formação Brasil sob a perspectiva espírita, pela qual as entidades espirituais teriam influenciado os principais eventos da história pátria, desde o "desvio" da frota de Cabral à abolição da escravatura, profetizando-lhe um lugar de destaque entre a Cristandade.
O ano de 1939 foi marcado pela realização do I Congresso Brasileiro de Jornalistas e Escritores Espíritas.
Nesta década inicia-se ainda a atuação do médium Francisco Peixoto Lins, carinhosamente referido apenas como "Peixotinho".
A década encerrou-se com a reforma do Código Penal, que deixou de criminalizar explicitamente a prática do Espiritismo (1940). Ainda assim, no ano seguinte (1941), todos os centros espíritas da então capital federal foram suspensos por portaria da polícia, do mesmo modo que todos templos afro-brasileiros. No Rio de Janeiro, foi fundada a Sociedade de Medicina e Espiritismo do Rio de Janeiro (11 de junho de 1941), tendo como primeiro presidente o Dr. Levindo Gonçalves de Mello.
No contexto da Segunda Guerra Mundial, a partir de 1943, o escritor Monteiro Lobato realiza sessões espíritas em sua residência. Essas sessões, que tinham como médium a sua esposa, Dona Purezinha, e eram realizadas com o método do copo, foram registadas pelo próprio escritor e publicadas postumamente na obra "Monteiro Lobato e o Espiritismo". No período de 1946 a 1947 chegaram inclusive a ser realizadas sessões na Argentina, durante viagens do escritor para aquele país.

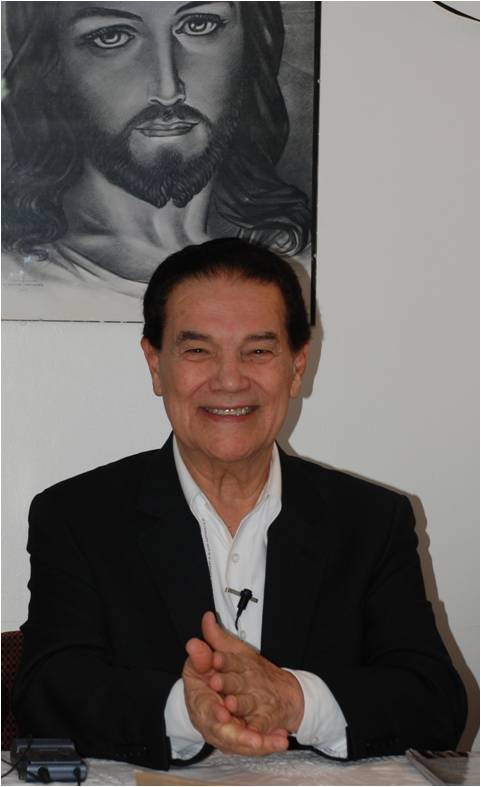
Divaldo Pereira Franco.

Também a partir de 1943 o espírito André Luiz, através da mediunidade de Francisco Cândido Xavier, inicia uma série de livros que abordam a vida no plano espiritual. A primeira obra, "Nosso Lar" foi lançada no Rio de Janeiro no ano seguinte (1944). Nesse mesmo ano (1944), D. Catarina Vergolino de Campos, viúva do escritor Humberto de Campos (falecido em 1934), abriu processo contra a FEB e contra o médium Francisco Cândido Xavier, visando receber direitos autorais sobre as mensagens psicografadas atribuídas ao seu finado marido. Também nesta cidade, e neste ano, foi fundada a Cruzada dos Militares Espíritas (10 de dezembro de 1944).
Ainda em 1944 Cornélio Pires publica a obra "Coisas D'Outro Mundo", de tema espírita. Viria a publicar outra obra espírita em 1947 - "Onde estás, oh Morte?" e, após o seu falecimento, prosseguiria o trabalho literário através da psicografia de Francisco Cândido Xavier.
Em 1945 foi fundado o Hospital Espírita Pedro de Alcântara, no Rio de Janeiro. Nesse ano iniciou-se, em São Paulo, por iniciativa das suas federações, um novo processo pela unificação do movimento espírita no país, que dará lugar, em 1947, ao Primeiro Congresso Espírita do Estado de São Paulo, pró-unificação. No ano seguinte (1948, ainda em São Paulo, tem lugar o Congresso Espírita Centro-Sulino, também pró-unificação.
Com o fim do Estado Novo, a Constituição brasileira de 1946 garantiu ampla liberdade religiosa no país.
No estado da Bahia, ao final da década, iniciou-se o trabalho assistencial de Divaldo Pereira Franco. Este, juntamente com um grupo de colaboradores, fundou em Salvador o Centro Espírita Caminho da Redenção (7 de setembro de 1947) onde, no ano seguinte, sob a orientação do espírito Auta de Souza, iniciou a "Campanha de Fraternidade Auta de Souza", para o atendimento a famílias necessitadas (9 de setembro de 1948).[carece de fontes?]
Dada a movimentação paulista em favor da unificação, tem lugar, no Rio de Janeiro, o evento mais importante do período: a aprovação dos dezoito itens do Pacto Áureo, considerado o mais importante documento do movimento espírita no país (5 de outubro de 1949). O documento tinha a finalidade de unificar as federações estaduais em torno da FEB. No ano seguinte (1950) foi estabelecido o Conselho Federativo Nacional, composto pelo representantes das referidas entidades adesas. Ainda em 1950 partiu do Rio de Janeiro para a Região Nordeste do Brasil, a chamada Caravana da Fraternidade, integrada, entre outros, por Artur Lins de Vasconcelos Lopes, Carlos Jordão da Silva e Leopoldo Machado. Como resultado, ampliou-se o número das federações estaduais no país.
Em termos de divulgação, realizou-se em 02 de outubro 1949 o II Congresso Espírita Pan-Americano, na cidade do Rio de Janeiro, promovido pela Confederação Espírita Pan-Americana e pela Liga Espírita do Brasil. Participaram do II CEPA quase todos os países da América Latina, bem como dos Estados Unidos. A presidência do II CEPA ficou a cargo do médico argentino Luís Di Cristóforo Postiglione, que convidou para secretariar os trabalhos os jornalistas Francisco Klörs Wemeck, e Deolindo Amorim. Participaram deste evento representantes de quase todos os países da América Latina, bem como dos Estados Unidos.

## As décadas de 1950 e 1960

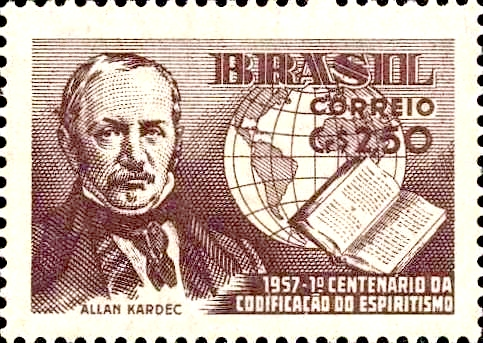
Selo dos Correios em homenagem ao centenário do Espiritismo (1957).

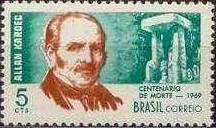
Selo dos Correios em homenagem ao centenário do falecimento de Kardec (1969)

O Espiritismo no país foi marcado, na década de 1950 e na de 1960, por dois grandes fenómenos: José Pedro de Freitas, popularmente conhecido por "Zé Arigó" - cuja prática mediúnica não se filiava estritamente à Doutrina Espírita ou a qualquer instituição oficial -; e Francisco Cândido Xavier, popularmente conhecido por "Chico Xavier". Zé Arigó, "recebendo" o espírito do Dr. Fritz, realizou gratuitamente tratamento mediúnico em milhares de pessoas e sofreu dois processos acusando-o de feitiçaria e exercício ilegal de medicina: um em 1958, no qual não foi preso pois recebeu indulto do então presidente Juscelino Kubitschek - cuja filha havia sido tratada por Arigó -, e outro em 1964, no qual ficou alguns meses preso mas sem parar de aplicar os tratamentos mediúnicos. Chico Xavier chegou a completar o 100º livro psicografado, sendo que sempre cedeu os direitos autorais de seus livros psicografados à instituições de caridade, e fundou em Uberaba junto com o médium e médico Waldo Vieira o centro espírita "Comunhão Espírita Cristã", onde realizaram grande atividade mediúnica e filantrópica; também sofreu acusação de fraude (não provada e depois retirada), em 1958, pelo seu sobrinho Amauri Pena, e esteve envolvido, com Waldo Vieira, no escândalo das chamadas "materializações de Uberaba", em 1964, que ocupou 70 páginas da revista "O Cruzeiro", ilustradas por 87 fotografias, em onze edições, ao longo de três meses.
Foi ainda na década de 1950 que o padre Oscar Quevedo se radicou no Brasil, iniciando uma ampla divulgação de sua interpretação da parapsicologia como resposta ao Espiritismo.
No contexto do movimento federativo que se difundiu após a assinatura do chamado "Pacto Áureo, em 1953 a Conferência Nacional dos Bispos do Brasil reiterou a condenação católica ao espiritismo. No mesmo ano, a FEB declarou que os umbandistas poderiam ser considerados espíritas, o que causou vivas reações no movimento espírita.
Ainda em 1957 em Ribeirão Preto, é criado pelos caravaneiros da Auta de Souza, liderados por Nympho de Paula Corrêa, o conclave conhecido como Confraternização das Campanhas de Fraternidade Auta de Souza e Promoção Social Espírita, realizado anualmente, no período do carnaval, cada ano em cidades diferentes.
Em 1960 veio à luz a obra "O Espiritismo no Brasil", de frei Boaventura Kloppenburg, militante católico contrário ao espiritismo.
Em 13 de dezembro de 1963 foi fundado, na cidade de São Paulo, o Instituto Brasileiro de Pesquisas Psicobiofísicas (IBPP), pelo engenheiro e parapsicólogo espírita Hernani Guimarães Andrade.
No Rio de Janeiro, o coronel Jaime Rolemberg de Lima, lança o boletim informativo "Serviço Espírita de Informações" (maio de 1965).
Em 1968 foi fundada a Associação Médico-Espírita de São Paulo, que logo influenciou o surgimento de várias outras associações médico-espírita no país.

## As décadas de 1970 e 1980

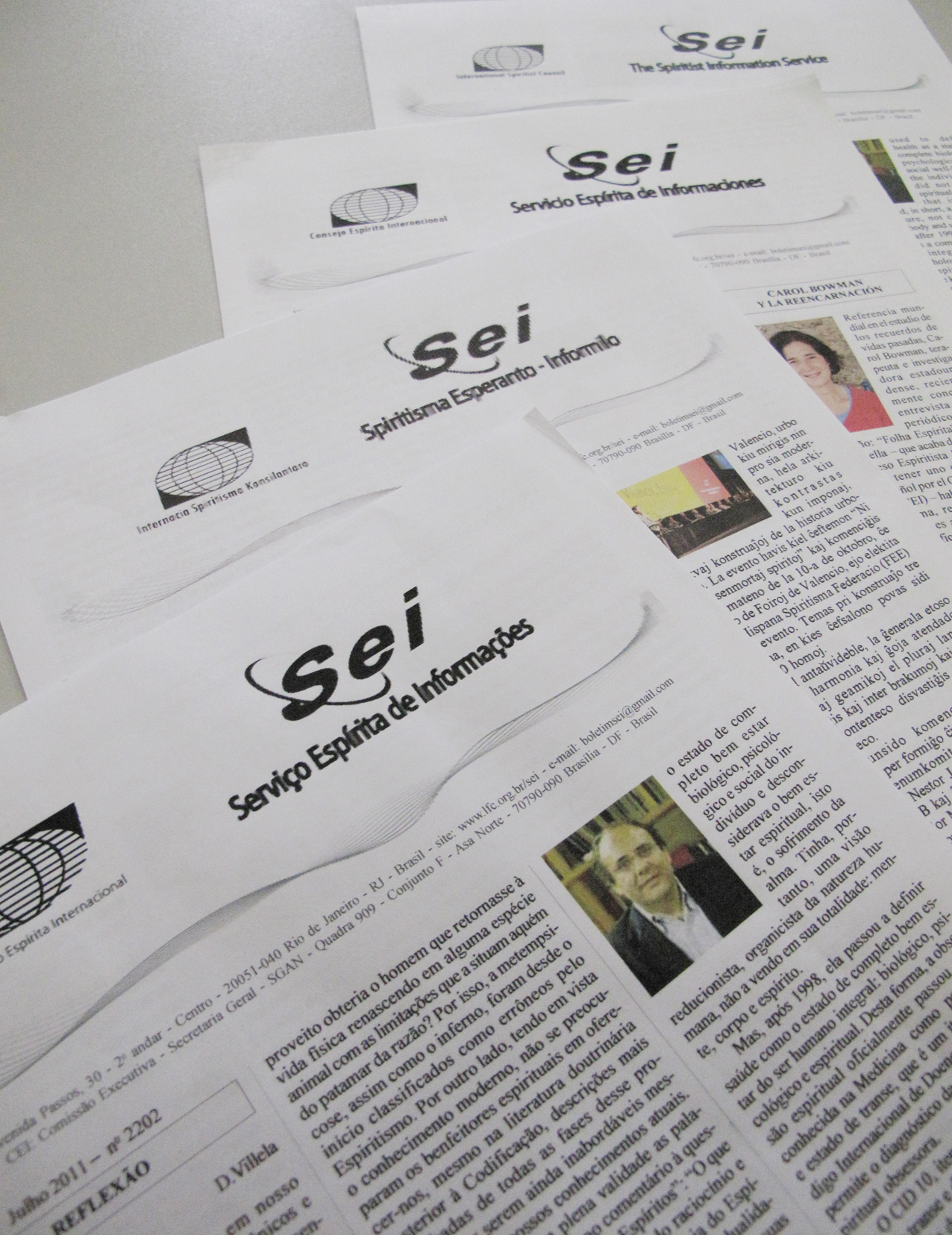
Serviço Espírita de Informações em português, esperanto, espanhol e inglês

A década de 1970 iniciou-se com as duas entrevistas históricas a Chico Xavier, veiculadas pela extinta TV Tupi Canal 4 de São Paulo, no programa "Pinga-Fogo", a primeira na noite de 28 de julho, que conseguiu a maior audiência da história da TV brasileira, e a segunda na de 21 de dezembro de 1971, que também foi um grande sucesso de audiência.
No Rio de Janeiro, foi fundada a Rádio Rio de Janeiro (1971), a primeira emissora de rádio espírita do país.
No início dos anos 70, houve também o começo do movimento "pedagogia espírita", tendo o filósofo José Herculano Pire] como pioneiro.
Em 1975 foi ao ar, pela Tv Tupi, a primeira telenovela brasileira com temática central espírita, A Viagem.
No cinema, chegou às telas o filme Joelma 23º Andar (1979), dirigido por Clery Cunha e protagonizado por Beth Goulart, baseado na obra "Somos Seis", psicografada por Chico Xavier. Este é o primeiro filme brasileiro com temática central espírita e o único que retratou o incêndio do Edifício Joelma que deixou 179 mortos e mais de 300 feridos (1 de fevereiro de 1974). Também em 1979 houve um dos mais famosos casos envolvendo Chico Xavier, e que teve repercussão mundial: o caso em que José Divino Nunes, acusado de matar o melhor amigo, Maurício Henriques, foi inocentado pelo juiz, que aceitou como prova válida (entre outras que também foram apresentadas pela defesa) um depoimento da própria vítima, já falecida, através de texto psicografado por Chico Xavier.
A década de 1980 foi marcada pela campanha de proposição, no país, de Chico Xavier para receber o Prêmio Nobel da Paz (1981) e pelo lançamento, pela FEB, do Estudo Sistematizado da Doutrina Espírita (1983), uma campanha institucional permanente visando divulgar o aprofundamento coletivo nos estudos da Doutrina espírita. A jornalista Elsie Dubugras traz a público o que que se tornaria um fenômeno de mídia no país, com projeção no exterior: a psicopictografia de Luiz Antônio Gasparetto.
Em meados da década registrou-se o ressurgimento do fenômeno do Dr. Fritz, através do médium pernambucano Edson Cavalcante Queiroz, que viria a ser assassinado em 1991.
Ao final da década, teve lugar o Congresso Internacional do Espiritismo, em Brasília, de 1 a 5 de outubro de 1989.

## Da década de 1990 aos nossos dias

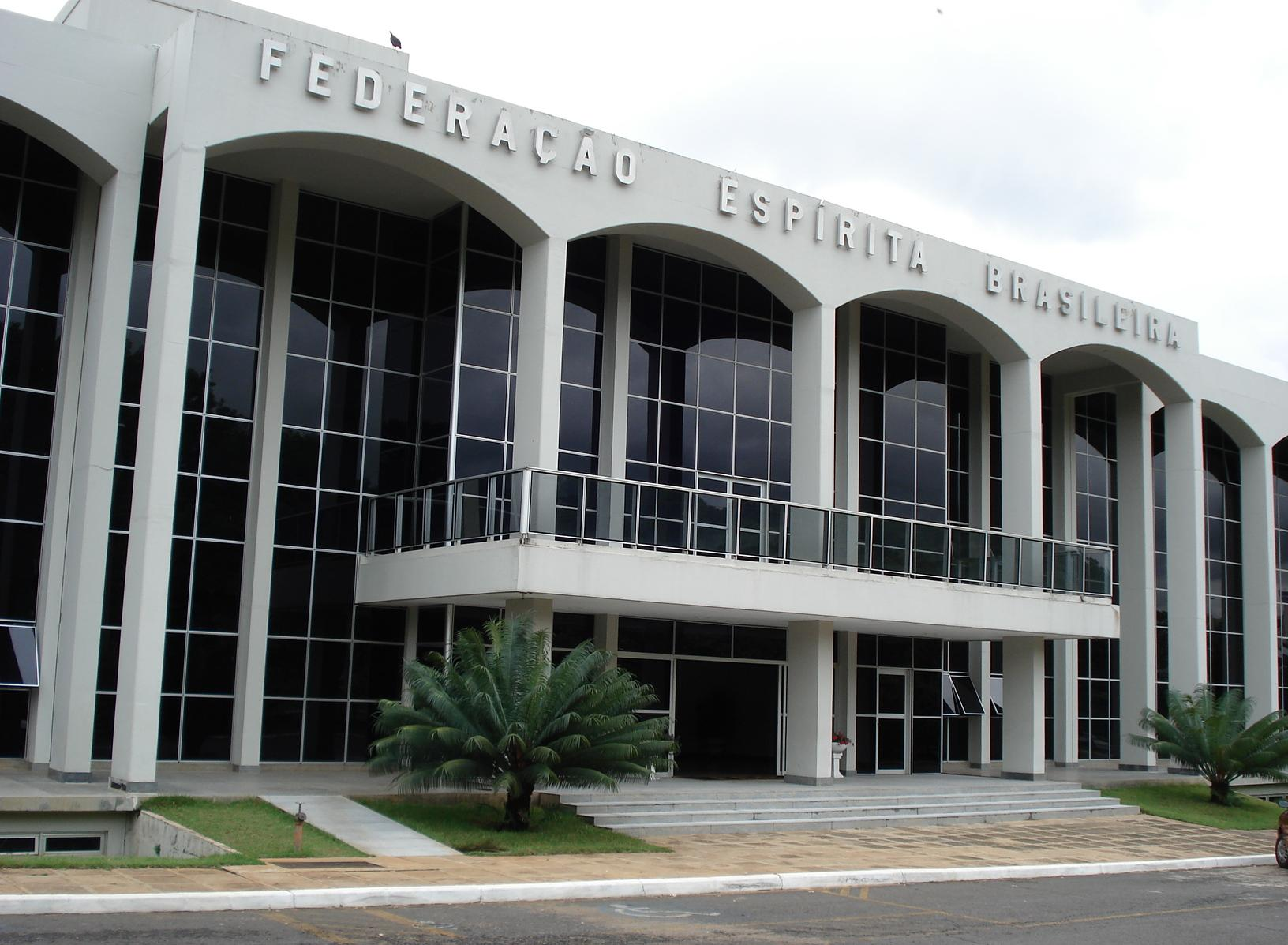
Atual sede da Federação Espírita Brasileira (Brasília).

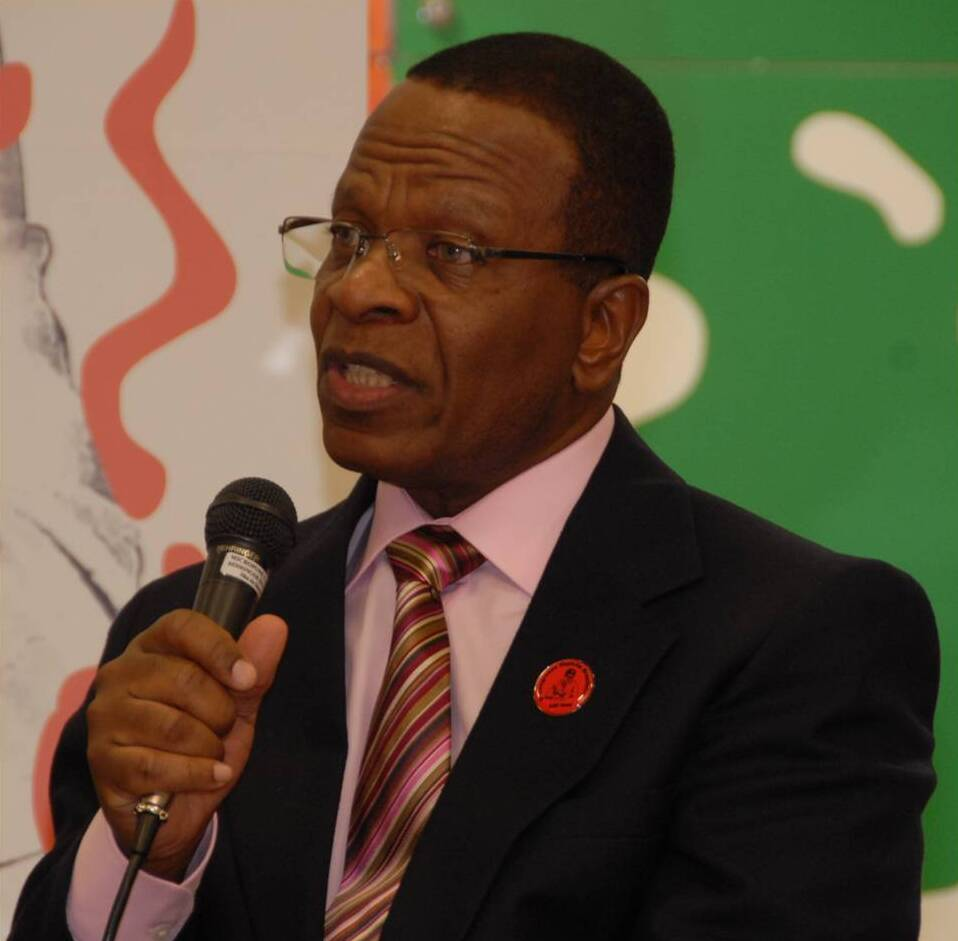
José Raul Teixeira

A década de 1990 foi marcada pela constituição, em outubro de 1992, do Grupo de Estudos Avançados Espíritas, um grupo de estudos e divulgação de notícias virtual, que trouxe o movimento espírita para a Internet.
No plano editorial, a literatura espírita popularizou-se com os chamados "romances espíritas", através de autores como Vera Lúcia Marinzeck ("Reconciliação", 1990; "Violetas na Janela", 1993) e Zíbia Gasparetto ("Vencendo o Passado", 2008). A popularidade alcançada por esses autores, bem como os lucros obtidos com as vendagens das obras, entretanto, despertou polêmica junto aos adeptos mais ortodoxos da doutrina espírita, sob o argumento de desinteresse pelos autores clássicos (e consequente quebra de vendagem de seus títulos).[carece de fontes?] Isso não impediu, entretanto, o surgimento de autores de sucesso como Elisa Masselli ("Nada Fica sem Resposta", 2001); Mônica de Castro ("Gêmeas", 2009); Marcelo Cezar ("O Amor É para os Fortes", 2010); Robson Pinheiro ("Tambores de Angola") e Rubens Saraceni (estes dois últimos também classificados como literatura umbandista), entre outros.
Em 1995 tem lugar o Congresso Espírita Mundial, em Brasília, com 3000 inscrições. No mesmo também são fundadas a Associação Médico-Espírita do Brasil e a Associação Brasileira de Psicólogos Espíritas.
Em 1999 houve um escândalo envolvendo as acusações contra o médium Rubens Farias Jr., ampliando a polêmica em torno da atuação da entidade Dr. Fritz.
O final da década foi marcado pela fundação da Associação Médico-Espírita Internacional (AME-I) e da Associação Brasileira de Magistrados Espíritas.
O final da primeira década do século foi marcado pela utilização do cinema como meio de divulgação. Desse modo, vieram a público:
- Bezerra de Menezes - O Diário de um Espírito (2008), dirigido por Glauber Filho e Joe Pimentel, narrando a história de Bezerra de Menezes;
- Chico Xavier (2010), estrelado por Nelson Xavier e Ângelo Antônio, nos passos do anterior, narra a história de Francisco Cândido Xavier;
- Nosso lar (2010), dirigido por Wagner de Assis, com base no livro homônimo psicografado psicografado por Francisco Cândido Xavier.
- As Cartas Psicografadas por Chico Xavier (2010), filme do gênero documentário, dirigido por Cristiana Grumbach mostrando o testemunho de famílias que receberam notícias de seus entes queridos falecidos por meio de cartas psicografadas por Francisco Cândido Xavier.
- O Último Romance de Balzac (2010), dirigido por Geraldo Sarno, baseado na obra psicografada por Waldo Vieira intitulada "Cristo Espera por Ti" e na obra "O Avesso de um Balzac Contemporâneo", de Osmar Ramos Filho.
- As Mães de Chico Xavier (2011), dirigido por Glauber Filho e Halder Gomes, com roteiro dos mesmos diretores baseado no livro "Por Trás do Véu de Ísis", de Marcel Souto Maior.
- O Filme dos Espíritos (2011), dirigido por André Marouço e Michel Dubret, com roteiro livremente baseado em "O Livro dos Espíritos".
- E a Vida Continua... (2012), dirigido por Paulo Figueiredo, com base na obra homônima psicografada por Francisco Cândido Xavier.

No Brasil, de acordo com o último censo demográfico de autoria do IBGE, realizado em 2010, no mesmo ano havia 3,8 milhões de adeptos da Doutrina Espírita, e os espíritas são o segmento social com maior renda e escolaridade.
Os espíritas têm sua imagem fortemente associada à prática da caridade. Eles mantêm em todos os estados brasileiros asilos, orfanatos, escolas para pessoas carentes, creches e outras instituições de assistência e promoção social. Allan Kardec, o codificador do Espiritismo, é uma personalidade bastante conhecida e respeitada no Brasil. É o autor francês mais lido no país, seus livros já venderam mais de 25 milhões de exemplares em todo o território brasileiro. Se forem contabilizados os demais livros espíritas, todos decorrentes das obras de Kardec, o mercado editorial brasileiro espírita ultrapassa 4.000 títulos já editados e mais de 100 milhões de exemplares vendidos. Os livros espíritas lideram o ranking dos mais vendidos nas principais livrarias do país.

## Dissidências do Kardecismo no Brasil
Ao longo da história do espiritismo no país, destacam-se as seguintes cisões ou dissidências ao kardecismo:

### Roustainguismo
O francês Jean-Baptiste Roustaing, contemporâneo de Allan Kardec, defendeu entre outras, a tese de que Jesus Cristo manifestou-se na Terra não em um corpo físico, mas sim espiritual. No Brasil a polêmica histórica resultante contribuiu para, e alimentou, uma longa cizânia entre os espíritas ditos "místicos" e os "científicos", com desdobramentos até aos dias de hoje.

### Umbanda
Em 15 de novembro de 1908, durante uma visita de Zélio Fernandino de Moraes a uma sessão da Federação Espírita do Estado do Rio de Janeiro (sediada em Niterói, então capital do estado do Rio de Janeiro), um incidente culminou com a manifestação da entidade que se identificou como Caboclo das Sete Encruzilhadas, que anunciou a fundação de uma nova religião no país: a Umbanda.

### Racionalismo Cristão
Na cidade de Santos, os imigrantes portugueses Luís José de Matos e Luís Alves Tomás fundaram, em 1910, o Centro Espírita Amor e Caridade, e lançaram, em 1914, "Espiritismo Racional e Científico Cristão", obra fundamental da nova doutrina, hoje distribuída sob o título "Racionalismo Cristão".
Matos, que frequentava centros espíritas em Santos desde 1909, julgava haver excesso de religiosidade e misticismo entre os adeptos do espiritismo, e que este deveria ser "a ciência das ciências, a filosofia das filosofias, mas não deveria se vincular a qualquer dimensão religiosa".

### Ramatisismo
Inicialmente denominado de "Espiritismo de Ramatis", e atualmente espiritualismo universalista, remonta à segunda metade da década de 1950, quando alguns centros espíritas começaram a estudar e defender as obras e ideias ditada pelo espírito Ramatis (corporificada sobretudo nas obras psicografadas por Hercílio Maes). Distinguem-se dos centros espíritas tradicionais em função da maior ênfase ao universalismo (origem comum das religiões) e ao estudo comparado de religiões e filosofias espiritualistas ocidentais e orientais. Nota-se também a influência mais acentuada de correntes de pensamento orientais, tais como o budismo e o hinduísmo.

### Apometria
Embora não se trate de uma corrente religiosa ou doutrinária, fundamentou-se em ensinamentos ditados pelos espíritos. Surgiu na década de 1960, como uma forma de tratamento alternativo a doentes desenganados. Através de um trabalho de sistematização coordenado pelo Dr. José Lacerda de Azevedo, do Hospital Espírita de Porto Alegre, foram fixadas as Leis da Apometria.

### Conscienciologia
Surgiu em meados da década de 1960, com o fim da parceria entre os médiuns Chico Xavier e Waldo Vieira, quando este último iniciou pesquisa própria com o que denominou projeção da consciência.

### Renovação Cristã
Surgida também como uma dissidência do movimento espírita, desde setembro de 2002. Sem deixar de seguir a Doutrina Espírita, afirma fazê-lo com maior seriedade do que o movimento brasileiro em si, argumento usado para o afastamento.